# Аніан Александрійський
Аніан Александрійський (I століття, Александрія — 80-ті роки I століття, там же) — 2-й Папа і патріарх Александрійський. Висвячений святим євангелістом Марком, а також був першим наверненим Марком, який прийняв християнство в регіоні.

## Зв'язок з Марком Євангелістом

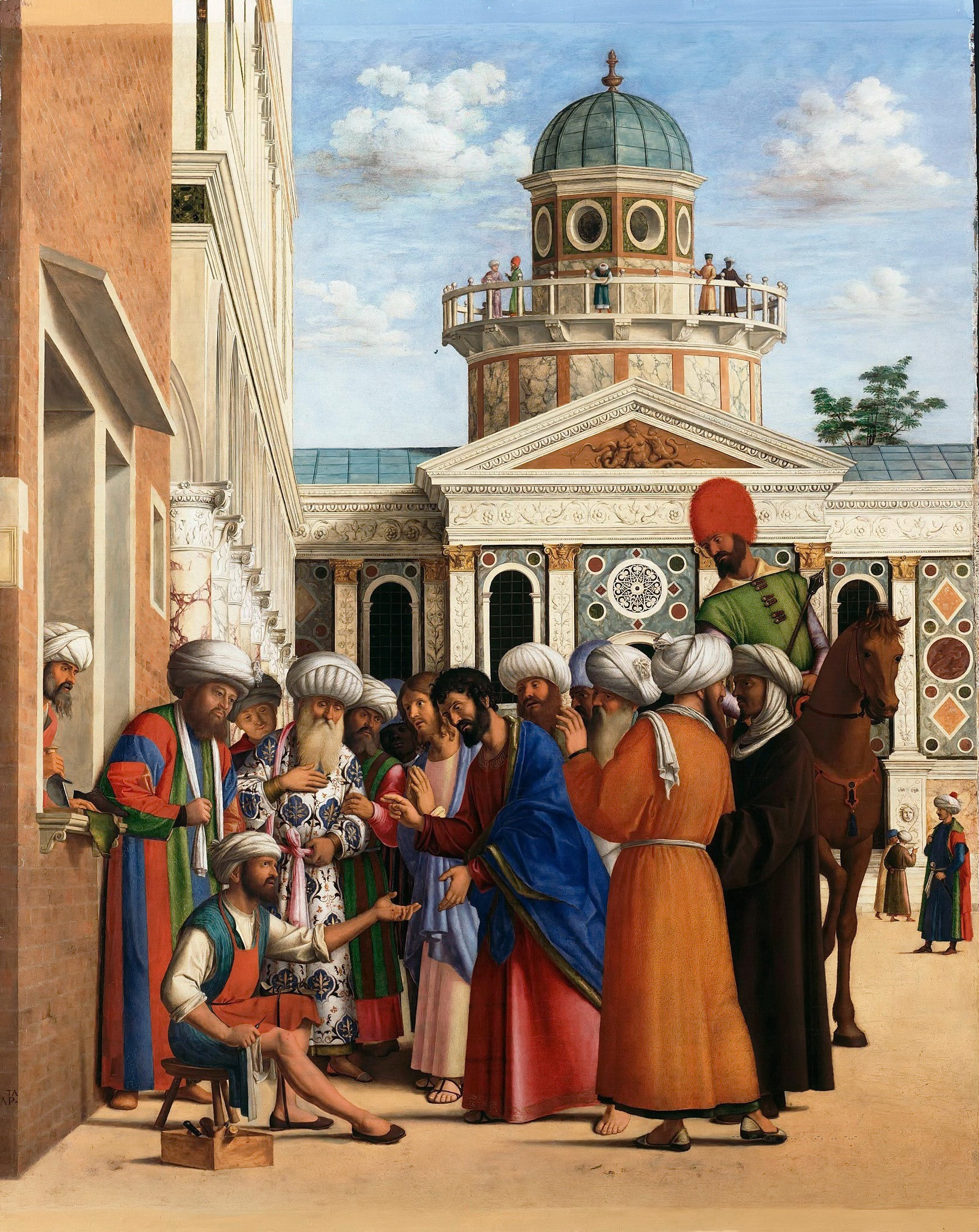
«Зцілення Аніана» Сіми да Конельяно

Коли Марк Євангеліст входив у Ракотіс, передмістя Александрії, після подорожі з Кирени до Киренаїки, відпав ремінь його сандалії. Він знайшов до шевця, Аніана, щоб полагодити його. Поки швець працював над сандалією, шило вислизнуло з руки Аніана, проткнувши його і той вигукнув «Бог єдиний» («Heis ho Theos») у відповідь на біль. Марк скористався можливістю, щоб проповідувати йому Євангеліє християнства. Водночас, як повідомляється, чудесним чином зцілив рану Аніана.
Яким чином Аніан був монотеїстом в Александрії, залишається тільки здогадуватися. Деякі припускають, що він сам був євреєм або, можливо, язичником, який потрапив під вплив заможної єврейської громади і навчився там монотеїстичних вірувань.  Інші вважають, що Аніан був шляхетного роду, хоча це, здається, суперечить наявним документам.
У будь-якому випадку, Марка запросили до дому Аніана, де він навчив родину Аніана Євангелію та усіх охрестив. Велику кількість мешканців цього району швидко навернули Марк і його послідовники, через що ті громадяни, які не навернулися, почувались зобов’язаними захищати своїх місцевих богів від нової віри.

## Висвячення Аніана
Коли справи погіршились, Марк вирішив, що, краще на деякий час залишити цей район. Він висвятив Аніана на єпископа за своєї відсутності, а також трьох пресвітерів і сім дияконів одночасно, доручивши групі з них стежити за місцевою церквою.
Марка не було два роки. За цей час, як кажуть, він їздив до Риму, Аквілеї та Пентаполісу, проповідуючи, творячи чудеса та залучаючи навернених у християнство в кожному місці. Коли Марк повернувся, він виявив, що церква в Александрії значно виросла, і що вони змогли побудувати собі храм в Буколії на березі східної гавані Александрії, також відомої як Порт Великий за часів династії Птолемеїв.
Після мученицької смерті Марка на 30-й день Варамуди, Аніан став патріархом церкви в Александрії. На цій посаді він залишався понад сімнадцять з половиною років. За цей час кількість християн у цьому районі значно зросла, і Аніан висвятив нових священиків і дияконів. Ступінь євангелізації, яку вони здійснювали, невідомий, хоча деякі вважають, що це було зроблено принаймні трохи приховано, враховуючи ворожість язичницького населення до нової віри. Аніан помер у ліжку і був похований поруч із Марком у церкві в Баукалісі.

## Полеміка
Існує дискусія, чи вважати Аніана першим чи другим патріархом Александрійським. Католицька церква та деякі інші вважають, що Аніан був першим патріархом. Коптська православна церква Александрії вважає, що Марк був першим патріархом Александрії, а Аніан став другим.

## Вшанування
Його вважають святим, у Коптській Православній Церкві (вшанування - 29 листопада), та в Католицькій Церкві і Східній Православній Церкві (25 квітня).

## Церковні посвяти
Церква Святого Аніана в містечку Монро, штат Нью-Джерсі, є першою коптською православною церквою в світі, присвяченою Аніану Александрійському.